# Gesù Buon Pastore alla Montagnola (diaconia)
Gesù Buon Pastore alla Montagnola (in latino: Diaconia Iesu Boni Pastoris ad locum vulgo "Montagnola") è una diaconia istituita da papa Giovanni Paolo II il 3 maggio 1985.
Il titolo cardinalizio insiste sulla chiesa omonima nel quartiere Ardeatino di Roma, sede della parrocchia istituita nel 1937.

## Titolari
- Jozef Tomko (25 maggio 1985 - 29 gennaio 1996 nominato cardinale presbitero di Santa Sabina)
- James Francis Stafford (21 febbraio 1998 - 1º marzo 2008 nominato cardinale presbitero di San Pietro in Montorio)
- Velasio De Paolis, C.S. (20 novembre 2010 - 9 settembre 2017 deceduto)
- Lazarus You Heung-sik, dal 27 agosto 2022